# Libnotes (Goniodineura) phaeozoma
Libnotes (Goniodineura) phaeozoma is een tweevleugelige uit de familie steltmuggen (Limoniidae). De soort komt voor in het Australaziatisch gebied.